# João Tamagnini Barbosa
Pour les articles homonymes, voir Tamagnini.
João Tamagnini de Sousa Barbosa (30 décembre 1883 - 15 décembre 1948), aussi connu sous le nom de João Barbosa Tamagnini (ʒuɐũ tamaɲini bɐɾbɔzɐ), était un officier militaire et homme d'État portugais de la Première République portugaise (1910-1926). Il a été ministre de l'Intérieur, des colonies et des Finances au cours de la période connue comme la « Nouvelle République », après le coup d'État du Parti national républicain et le gouvernement semi-dictatorial du président/Premier ministre Sidónio Pais, suivie d'une brève participation dans le gouvernement provisoire de João do Canto e Castro après l'assassinat de celui-ci.
Il fut brièvement Premier ministre, après João do Canto e Castro, du 23 décembre 1918 au 27 janvier 1919.
Après la révolution du 28 mai 1926 qui a installé la Ditadura Nacional régime qui serait suivi par l'Estado Novo, il a été président de l'Assemblée générale du SL Benfica, de 1947 à 1948.